# دختری سوار بر موتورسیکلت
«دختری سوار بر موتورسیکلت» (انگلیسی: The Girl on a Motorcycle) فیلمی در ژانر رمانتیک به کارگردانی جک کاردیف است که در سال ۱۹۶۸ منتشر شد. از بازیگران آن می‌توان به آلن دلون و مرین فیث‌فول اشاره کرد.